# Punta del Diablo
Punta del Diablo är en liten fiskeby i östra Uruguay. Byn har fyra stränder och är i dag ett populärt turistmål. Byn har sitt ursprung i 1930-talets Uruguay då Laureano Rocha flyttade till kusten med sin familj på grund av sonens svåra astma. 1942 kom en grupp fiskare från Valizas som slog sig ned i byn och sedan dess har fiske varit en naturlig näring i området.